# Antonino Biffi
Antonino Biffi (* 1666 in Venedig; † 1732 oder 1736 ebenda) war ein italienischer Komponist des Barocks.

## Leben und Wirken
Antonino Biffi studierte vermutlich bei Giovanni Legrenzi. Im Juli 1692 wurde er als Sänger im Chor der Kapelle des Markusdoms erwähnt. Nach nur einer Woche ereilte ihn die Aufgabe, den Kapellmeister Giovanni Domenico Partenio zu vertreten. Nach dem Tod des letzteren im Jahre 1701 hatte sich Biffi für die vakante Stelle beworben, weitere Mitbewerber waren der "Vize-maestro di cappella" Carlo Francesco Pollarolo, Antonio Lotti und Benedetto Vinaccesi, beide Organisten am Markusdom. Am 5. Februar 1702 wurde Antonio Biffi offiziell ernannt. Er hatte das Amt des Kapellmeisters bis zu seinem Tod inne. Außerdem war er Chorleiter am Ospedale dei Mendicanti. Zu seinen Schüler zählen Giovanni Battista Ferrandini, Domenico Alberti und Daniel Gottlieb Treu.
Biffis Kompositionen, die hauptsächlich der Kirchenmusik gelten, sind generell durch die venezianische Schule geprägt, die sich durch besonders ausdrucksstarke und farbenreiche Musik auszeichnet. Trotz dieser eindeutigen Einflüsse neigte Biffi dazu, auch den der römischen Schule entstammenden "concertato Stil" gelegentlich einzusetzen.

## Werke (Auswahl)
- Il figliuol prodigo (Oratorium, Libretto von R. Ciallis, 1769, Venedig, verschollen)
- Manna in deserto (Oratorium, 1723, Venedig, verschollen)
- 6 Salmi (Psalmen)
  - Ecce quam bonus per 2 voci
  - Et exultavit con meum per 2 voci
  - Miserere per 4 voci e violini, viole e organo
  - Natus in ludea per 3 voci e basso continuo
  - Quia laetatus per 2 voci e basso continuo
  - Repleti prius per 2 voci e organo
- Mehrere Messen und Teile von Messen
- Mehrere Motetten
- Mehrere Kirchenkantaten
- 3 weltliche Kantaten, Amante moribondo, Adorar beltà, La primavera